# Вегетативне розмноження рослин

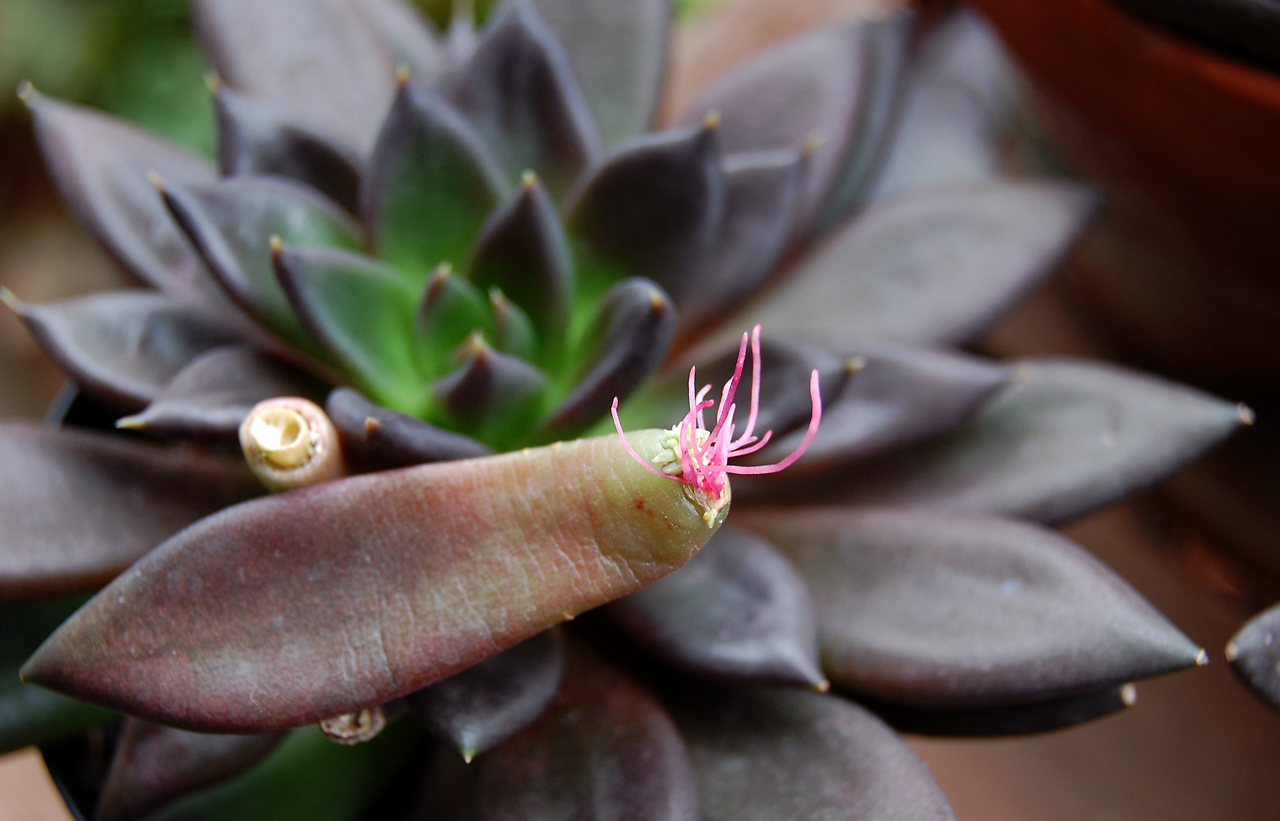
Корінці, що утворилися на відламаному листку Echeveria affinis

Вегетативним розмноженням рослин називається безстатеве відтворення рослин із їх вегетативних частин, тобто з фрагментів талому, пагона, листка чи кореня.
Вегетативне розмноження рослин, що здійснюється в культурі in vitro, називають мікроклональним розмноженням.
Найскладніших та найрізноманітніших форм воно досягає у вищих і особливо у квіткових рослин.

## Способи вегетативного розмноження рослин
Існують три основні способи вегетативного розмноження в природних умовах:
1. розмноження пагонами;
2. розмноження бульбами й цибулинами;
3. відокремленням частин материнського організму.

Здатність покритонасінних до інтенсивного вегетативного розмноження відіграла немалу роль у їх успішній конкуренції з голонасінними. У багатьох випадках вегетативне розмноження стало єдиною можливою формою репродукції, яка забезпечує розселення виду й збереження генофонду.
Між розвитком спеціалізованих органів вегетативного й статевого розмноження спостерігається ряд аналогій. І ті й інші утворюються в результаті індукції, яка сприймається листками і передається з допомогою хімічних стимулів відповідним частинам рослин. Після диференціації та росту в обох випадках наступає етап дозрівання. Морфологічно як квіти, так і бульби та цибулини є видозміненими пагонами.
При утворенні бульб і цибулин, як і при цвітінні, вегетативний ріст пригнічується. Усі головні етапи фотоперіодичної реакції при утворенні органів вегетативного розмноження також близькі до фотоперіодичних реакцій квітучих рослин.

### Розмноження бульбами
Бульба є потовщеною здутою частиною стебла, яка складається з кількох міжвузлів здатність до утворення бульб формується в процесі онтогенезу поступово і проявляється після завершення ювенільного етапу. В процесі бульбоутворення спочатку розвиваються столони — стебла зі зміненою геотропічною реакцією (1-а фаза), а потім на них формуються бульби (2-а фаза).
Найсуттєвіший вплив на цей процес мають температура й тривалість світлового дня. При цьому частина рослин утворює бульби лише при короткому дні (КД), а частина — як при короткому, так і при довгому (ДД). Хімічний стимулятор бульбоутворення виробляється в листках і має гормональну природу. Вияснилося, що ауксини пригнічують бульбоутворення, гібереліни посилюють ріст столонів і, таким чином, сприяють росту бульб. Але найбільш позитивний вплив на формування бульб мають цитокініни. Згідно з М. Чайлахяном (1984), механізм гормональної індукції бульбоутворення у видів, які утворюють бульби при короткому дні, поділяється на 2 фази.
Спочатку з листків у нижні бруньки поступають абсцизини і гібереліни. Оскільки при КД співвідношення їх зсунуте в сторону переважання абсцизинів (АБК/ГА), то прискорений ріст столонів, викликаний гібереліном, гальмується.
Під час другої фази утворюються бульби, ріст яких регулюється більш високою концентрацією цитокініну в коренях і столонах по відношенню до ауксинів (ЦК/ІОК).
В умовах ДД при несприятливому для бульбоутворення співвідношенні гормонів (у листках — ГА/АБК, в коренях — ІОК/ЦК) відбувається утворення й ріст коренів та столонів.
Таким чином, стимулом для бульбоутворення служить певне співвідношення ГА та АБК, яке впливає на 1-шу фазу.
Розвиток та ріст бульб підтримується надходженням до них продуктів фотосинтезу, які утворюються в листках. При цьому інтенсивність транспорту асимілятів до бульб корелює з умістом у них ауксинів та гіберелінів, які створюють атрагуючу силу бульб. Власне тому при інтенсивному утворенні бульб затримується ріст надземних частин рослин.

### Розмноження цибулинами
Цибулина утворюється в результаті вкорочення міжвузлів та іммобілізації вуглеводів в основі дуже молодих листків. Формування цибулин здійснюється при довгому дні. Регуляція цього процесу вивчена мало. Органами, що рецептують дію фотоперіоду, є листки.
Фотоперіодичний стимул може передаватися з одного пагона на інший лише при умові, що у другого пагона видалені листки. Коли пагони з листками зазнають дії різних фотоперіодів, то цибулину формує лише пагін, який знаходився на ДД. Стимулом утворення цибулини є певне співвідношення фітогормонів.
Вегетативне розмноження цибулинних рослин не так пов'язано з формуванням цибулини, як з утворенням на ній пазушних пагонів — майбутніх дочірніх цибулинок, «діток». Вони закладаються в період зимового спокою. ГА3, ІОК посилюють утворення пазушних бруньок. Такий самий ефект дають підвищення температури зимового зберігання цибулин або видалення квітконосного пагона.
При проходженні періоду спокою у цибулинних рослин ростові процеси повністю не зупиняються. Вихід із стану спокою прискорюється яровизацією. Стан спокою цибулин підтримується високим умістом АБК, а при проростанні рівень інгібіторів знижується, а ауксинів, цитокінінів, гіберелінів зростає. Гідразид малеїнової кислоти — один з інгібіторів росту при зберіганні бульб картоплі та цибулі.

### Розмноження іншими способами
У дикоростучих деревних рослин широко поширене розмноження кореневими паростками, тобто відростанням при пошкодженні рослин сплячих бруньок у нижній частині стовбура (пенькові пагони). Таке розмноження характерне для вишні, сливи, бузку, глоду, вільхи, берези та інших рослин.
Часто на пошкоджених коренях коло поверхні землі виникають кореневі пагони, які розвиваються з адвентивних бруньок. Деякі види розмножуються кореневищами (пирій повзучий, м'ята перцева та інші). Кореневища є підземними стеблами, які ростуть горизонтально і мають дрібні плівчасті бурувато-коричневі листочки, бруньки, додаткові корені. Кореневище є і зимуючим органом і органом розмноження.
Зустрічається також розмноження надземними столонами (зеленчук, костяниця та ін.). Столони — це повзучі горизонтальні стебла, які стеляться по поверхні землі. Вони не є зимуючим органом. Від їх вузлів відходять додаткові корені, які разом із частиною стебла відокремлюються від материнського куща і таким чином утворюються нові рослини.
Надземні повзучі пагони — вуса є переходом від типових вертикальних стебел до кореневища. Так розмножуються суниці, полуниці, жовтець тощо.
Є група живородних рослин. У пазухах їх листків та в суцвіттях замість квіток утворюються маленькі, вкриті листками пагони, які, опадаючи з материнської рослини, вкорінюються.
Деякі рослини розмножуються гілками-відсадками, що вкорінюються на місці контакту пагона з ґрунтом.
Деякі способи вегетативного розмноження тісно пов'язані з процесами регенерації (живцювання, вівіпарії й ін.). Так, утворення виводкових бруньок (вівіпарія) може розглядатися як випадок соматичного ембріогенезу (каланхое).
Цей процес контролюється фотоперіодом.

## Використання вегетативного розмноження в рослинництві
Розмноження живцями, щепленням та відсадками найчастіше застосовуються у рослинництві.

### Відсадками
Пригинанням нижніх галузок і присипуванням їх землею отримують  відсадки. Укорінений пагін морфологічно не відрізняється від інших.

### Живцями
Використовують зимові безлисті та літні з листками живці, зелені листки (бегонія). Зимові живці беруть з однорічних, дво-, трирічних гілок. Найпридатніші молодші, однорічні живці після листопаду 30 см завдовжки. Зелені живці зрізають тоді, коли в стеблі відбувається приріст і вони остаточно не здерев'яніли. На поверхні зрізу утворюється плівка, під якою енергійно діляться клітини і пізніше утворюється калус. На калусі розвиваються корені, а пагони утворюються з бруньок живця.
Живці, взяті з різних ділянок рослин, мають різні властивості. Живці з плодоносної зони дають рослини, які швидше зацвітають, в порівнянні з рослинами з ювенільних живців.
Обробляючи живці різними ауксинами (ІОК, індолілмасляна, індолілпропіонова, трийодбензойна, α-нафтилоцтова кислоти), стимулюють коренеутворення у видів, живці яких без цього не вкорінюються.

### Щепленнями
Розвиток живця значно прискорюється завдяки щепленню й використанню кореневої системи підщепи. При цьому прищепа зберігає свої властивості.
Рослину, на якій роблять щеплення, називають підщепою. Підщепу підбирають так, щоб вона мала певні цінні господарські якості — морозостійкість, сильний або карликовий ріст, довговічність, стійкість до хвороб тощо.
Є різні види щеплення (Проценко, 1978) — щеплення під кору, щеплення в розщеп, окулювання (щеплення однією брунькою-вічком), копулюванням, коли прищепа та підщепа мають однакову товщину.
Щеплення під кору у деревних порід проводять навесні, коли у рослин спостерігається велика активність камбію. Кора в цей час легко відокремлюється від деревини стебла. На підщепі роблять горизонтальний зріз на міжвузлі під стебловим вузлом. Потім кору надрізають у вертикальному напрямку вниз від зрізу й обережно відгинають край кори. Прищепу беруть у вигляді живця з 3-4 міжвузлями. На нижньому кінці міжвузля прищепи відрізають напівконус у вигляді язичка, який вставляють під кору підщепи так, щоб опукла сторона язичка була назовні. При цьому відігнуті кінці кори добре притискують і місце щеплення обв'язують плівкою.
Щеплення врозщеп застосовують у випадках, коли підщепа значно товща за прищепу. При цьому підщепу розколюють і в щілину вставляють живці прищепи, кінці яких загострюють клином. Місце щеплення замазують садовим варом і теж обв'язують. Цим способом щеплять як дерев'янисті, так і трав'янисті рослини.
Дуже часто застосовують окулювання — щеплення однією брунькою (вічком). При цьому бруньку вирізають із кусочком кори та деревини і прищеплюють на дичках. На підщепі роблять Т-подібний надріз, а вічко вставляють із так званим щитком, тобто з кусочком деревини та кори. Після того як щиток уставлено під кору, його притискують корою та обв'язують. Якщо прищепа та підщепа мають однакову товщину, застосовують копулювання. Для цього роблять навскісні зрізи на прищепі та підщепі, щоб вони щільно прилягали одна до одної. Такі навскісні зрізи роблять для того, щоб збільшити поверхню стикання прищепи та підщепи. Місце щеплення обв'язують і змащують садовим варом. Щеплення проводять навесні та восени, але воно можливе і в іншу пору року, що залежить від способу щеплення. Так, часто окулірують влітку сплячою брунькою, яка до початку зими зростається з підщепою і навесні наступного року починає ріст.
Зростання прищепи та підщепи відбувається наступним чином. Живі клітини коло поверхні зрізу, особливо клітини камбію, кори, судинних пучків, починають інтенсивно ділитися, заповнюють щілину проміжною тканиною. Через деякий час клітини прищепи та підщепи з'єднуються плазмодесмами, потім утворюються диференційовані клітини, які з'єднують провідні системи підщепи та прищепи.